# خناس تروئبا
خُناس تروئبا (اسپانیایی: Jonás Trueba‎؛ زادهٔ ۱۹۸۱) کارگردان و فیلم‌نامه‌نویس اهل اسپانیا است. او فرزند فرناندو تروئبا و «کریستینا اوئته» است و در مادرید به دنیا آمد.
از فیلم‌هایی که وی در آن‌ها نقش داشته‌است، می‌توان به نابرده رنج، گنج میسر نمی‌شود و رقصنده و دزد اشاره نمود.